# Szvaratkó Kálmán
Szvaratkó Kálmán (Gyöngyös, 1849. január 25. – Nagybecskerek, 1890. július 13.) piarista áldozópap és főgimnáziumi tanár. Álneve: Mátramelléki.

## Élete
Gimnáziumi tanulmányait szülőhelyén és Egerben végezte 1868-ban és még azon év szeptember 8-án belépett a rendbe. Vácon a novitiatusban töltött egy év után, 1869-ben a kisszebeni kisgimnáziumnál lett tanár, ahol két évig működött. Ezután a hittudományi tanfolyam elvégzésére Nyitrára ment, és 1873. augusztus 5-én áldozópappá szentelték. Tanított a váci nagygimnáziumban 3 évig; a nagykanizsai főgimnáziumban egyig, ismét Vácon kettőig, Veszprémben háromig, Szegeden szintén háromig. 1889-ben betegsége miatt Nagybecskerekre helyezte rendfőnöke.
Cikkei a veszprémi nagygimnázium Értesítőjében (1882. A magyar nyelvi és irodalmi tanítás népszerű hatása); a szegedi főgimnázium Értesítőjében (1883. Tanulmány a széptan köréből); a Magyar Államban (15. évf. 19. sz. Vörösmarty Mihályról, 23. évf. febr. 4. Virág Benedekről); a Veszprémben (8. évf. 14., 15. A mikrokosmos, 32. A világosság széptanilag méltatva, 33. A kisdedóvó intézetekről, 45. sz. Arany Jánosról, 51. sz. Ányos Pálról 9 évf. 8. sz. Révay Miklósról, 14. A csángók Szegeden, 24. Mozgalom a szegedi Dugonics-Társaság megalakítása körül, 42. A király Szegeden, 10. évf. 21. A Szegedi Hiradó 25 éves jubileuma); a Veszprémi Közlönyben (1. évf. 23. sz. Emlékszobrot Hunyadi Jánosnak, 2. év. 17. sz. A szegedi színház katasztrófája 1885. ápr. 22.).

## Munkája
- B. Eötvös József élete és működése. Vác, 1879.